# Otmar von Verschuer
Otmar Freiherr von Verschuer (16 juli 1896 - 8 augustus 1969) was een Duits bioloog, nazi, eugeneticus, geneticus en tot zijn pensioen in 1965 professor menselijke genetica aan de Universiteit van Münster. Hij werd beschouwd als een pionier van tweeling methodologie van genetisch onderzoek en de studie van erfelijke aandoeningen.
Hij was een eugeneticus en met belangstelling voor 'rassenhygiëne', voorstander van verplichte sterilisatie-programma's in de eerste helft van de 20e eeuw. Jozef Mengele was een van zijn vele studenten, een oorlogsmisdadiger die onder meer experimenten uitvoerde op kinderen in het concentratiekamp Auschwitz. Verschuer was de directeur van Genetische Biologie en Rassen Hygiëne van 1935 tot 1942 en van 1942 tot 1948 directeur van het Kaiser Wilhelm Instituut van Antropologie, Menselijke Erfelijkheid en Eugenetica (KWIFA).
Hij herprofileerde zichzelf in de naoorlogse tijd als geneticus, met succes. In de jaren 1950 en 1960 was hij bekend van zijn onderzoek naar de gevolgen van nucleaire straling op mensen en zijn waarschuwingen tegen de mogelijkheid 'wetenschappelijk verbeterde' mensen te maken middels genetische wetenschap. Van 1951 tot 1965 was hij professor Menselijke Genetica aan de Universiteit van Münster, waar hij ook dienst deed als decaan van de Medicijnen Faculteit. Hij vestigde in Münster een van de grootste centra voor genetisch onderzoek in West-Duitsland en bleef tot zijn dood een van werelds meest prominente genetica onderzoekers. Hij werd professor emeritus in 1965 en ontving vele lidmaatschappen in geleerde sociëteiten. Hij werd in 1952 verkozen tot President van de Duitse Antropologische Associatie.

## Familie
Otmar Reinhold Ralph Ernst von Verschuer was geboren in een adellijke familie, van oorsprong uit Gelderland, die van het katholieke Huis Stuart zou afstammen. Zijn titel Freiherr wordt vaak vertaald als baron. Otmars vader was de zakenman Hans von Verschuer, die eigenaar van een mijnbedrijf was. Zijn moeder Charlotte, geboren Von Arnold, kwam uit Estland. Zijn zoon Helmut von Verschuer was vanaf de jaren 1950 topambtenaar van de Europese Commissie in Brussel.

## Vroege carrière
Verschuer diende in de Eerste Wereldoorlog in het leger en werd in 1918 tot eerste luitenant gepromoveerd. Vanaf 1917 studeerde hij geneeskunde aan de Universiteit van Marburg. Hij behaalde een doctoraat in de geneeskunde aan de Universiteit van München in 1923 en een habilitatie aan de Universiteit van Tübingen in 1927. Datzelfde jaar werd hij hoofd van het departement van menselijke genetica aan het Kaiser Wilhelm Instituut van Antropologie, Menselijke Erfelijkheid en Eugenetica (KWIFA).

## Nazi periode
In 1935 werd Verschuer lid van de congregatie van de anti-Nazi pastoor Otto Fricke, die leiding gaf aan de Bekennende Kirche. Hij onderhield tevens nauwe banden met zijn familielid Adam von Trott zu Solz, een vooraanstaand verzetsman. Toch werd hij in 1940 lid van de NSDAP, al was hij niet actief betrokken bij politiek.
In de latere stadia van de Tweede Wereldoorlog begon hij onderzoeksmateriaal te gebruiken uit het concentratiekamp Auschwitz, voornamelijk via zijn voormalige leerling Josef Mengele, die er dienst deed als kamparts. Verschuer werd nooit voor oorlogsmisdaden berecht, ook al was hij niet alleen volledig bekend met Mengeles praktijken in Auschwitz, maar had hij Mengele ook aangemoedigd en met hem samengewerkt.
In een verslag aan de Duitse Onderzoeks Raad (Deutsche Forschungsgemeinschaft, DFG) van 1944, vertelde Verschuer over Mengeles medewerking in het overdragen aan de KWIFA van enig "wetenschappelijk materiaal" uit Auschwitz: "Mijn assistent, Dr. Mengele (M.D., Ph.D.) is met mij samen gaan werken in deze tak van onderzoek. Hij is op dit moment aan het werk als Hauptsturmführer en kamparts in het concentratiekamp van Auschwitz. Antropologische onderzoeken naar de meest diverse rassengroepen van dit concentratiekamp worden uitgevoerd met toestemming van de SS-Reichsführer [Himmeler]; de bloedsamples worden naar mijn laboratorium gestuurd voor analyse."
Verschuer schreef in zijn verslag dat het door de oorlogsomstandigheden moeilijk was voor het KWIFA om 'tweeling materialen' voor studiedoeleinden te verkrijgen, en dat Menegele's unieke positie in Auschwitz op dit punt een uitgelezen gelegenheid schiep.
In de zomer van 1944 stuurde Mengele en zijn joodse slaaf assistent Miklós Nyiszli ander 'wetenschappelijk materiaal' naar KWIFA, waaronder de lichamen van vermoorde zigeuners, interne organen van dode kinderen, skeletten van twee vermoorde joden, en bloedsamples van tweelingen, die door Mengele met typhus waren geïnfecteerd.
Tijdens de oorlog was Verschuer aangenomen als lid van de American Eugenics Society, wat hij tot zijn overlijden bleef.

## Naoorlogse carrière
Toen het einde van de oorlog naderde, verplaatste Verschuer het toebehoren van de KWIFA naar West-Duitsland, omdat hij een gunstiger reactie verwachtte van de Geallieerden dan van het Sovjetleger. Eind 1945 of begin 1946 vroeg hij de burgemeester van Frankfurt om toestemming om het KWIFA opnieuw op te richten, maar hij werd door een betreffende commissie als 'een van de gevaarlijkste Nazi activisten van het Derde Rijk beschouwd' en zijn plan ging niet door.
In 1951 werd hij beloond met het prestigieuze hoogleraarschap menselijke genetica aan de Universiteit van Münster, waar hij een van de grootste centra voor genetisch onderzoek in West-Duitsland opzette. 
Hij wist zich als veel 'rassenhygiënisten' uit de Naziperiode en vele Amerikaanse eugenetici na de oorlog te herdefiniëren als een geneticaonderzoeker. Veel van zijn studenten uit de oorlogstijd kregen eveneens topposities aangeboden aan universiteiten in Erlangen, Frankfurt, Düsseldorf en Münster.
Tijdens zijn 'nazificatie'verhoor, werd Verschuer beoordeeld als een mitläufer (meeloper) en moest hij een boete betalen van 600 Reichsmark. Hij werd nooit vervolgd voor zijn onderzoeksactiviteiten tijdens de oorlog. Leo Alexander die zijn zaak onderzocht, kon geen solide bewijs vinden en dacht dat het aannemelijk was dat Verschuer ieder belastend bewijs had vernietigd.
In de jaren 1950 en 1960 leidde Verschuer grote onderzoeksprojecten van de gevolgen van nucleaire straling op mensen. Zichzelf 'diep religieus' beschouwend, hield hij zich ook bezig met kwesties van christelijke ethiek en meende hij dat eugenetica gebaseerd moest zijn op menselijke waardigheid en menslievendheid. Hij zou zich, volgens historica Sheila F. Weiss, van de nazi-ideeën hebben afgekeerd. In de jaren 1960 waarschuwde hij voor menselijke genetici die probeerden 'wetenschappelijk verbeterde' mensen te maken.
Verschuer stierf in 1969 bij een auto-ongeluk.